# Narecho flavus
Narecho flavus är en insektsart som beskrevs av Evans 1955. Narecho flavus ingår i släktet Narecho och familjen dvärgstritar. Inga underarter finns listade i Catalogue of Life.